# Liste der Autorenbeteiligungen und Produktionen von Daniel Nitt
Dies ist eine Übersicht über die Kompositionen, Liedtexte und Musikproduktionen des deutschen Musikers Daniel Nitt. Zu berücksichtigen ist, dass Hitmedleys, Remixe, Liveaufnahmen oder Neuaufnahmen des gleichen Interpreten nicht aufgeführt werden. Tätigkeiten als Komponist und/oder Liedtexter sind in der folgenden Tabelle als Autor zusammengefasst worden.

## #
| Jahr | Titel      | Interpret    | Autor                       | Produzent                   |
| ---- | ---------- | ------------ | --------------------------- | --------------------------- |
| 2018 | 194 Länder | Mark Forster | Grünes Häkchensymbol für ja | Grünes Häkchensymbol für ja |

## A
| Jahr | Titel                   | Interpret                                     | Autor                       | Produzent                   |
| ---- | ----------------------- | --------------------------------------------- | --------------------------- | --------------------------- |
| 2009 | Aloha Coco              | Rosanna Rocci                                 |                             | Grünes Häkchensymbol für ja |
| 2009 | Amore (nie mehr allein) | Rosanna Rocci                                 |                             | Grünes Häkchensymbol für ja |
| 2014 | Au revoir               | Mark Forster                                  | Grünes Häkchensymbol für ja | Grünes Häkchensymbol für ja |
| 2014 | Au revoir               | Mark Forster feat. Sido                       | Grünes Häkchensymbol für ja | Grünes Häkchensymbol für ja |
| 2015 | Au revoir               | Opus Sanctus                                  | Grünes Häkchensymbol für ja |                             |
| 2015 | Au revoir               | SpongeBob Schwammkopf (Liedtitel: Du bist da) | Grünes Häkchensymbol für ja |                             |
| 2017 | Au revoir               | Stefanie Kloß                                 | Grünes Häkchensymbol für ja |                             |

## B
| Jahr | Titel              | Interpret           | Autor                       | Produzent                   |
| ---- | ------------------ | ------------------- | --------------------------- | --------------------------- |
| 2014 | Bang Bang Bun      | Ganes               | Grünes Häkchensymbol für ja | Grünes Häkchensymbol für ja |
| 2009 | Bangaloona         | jamXmusic           | Grünes Häkchensymbol für ja |                             |
| 2014 | Bauch und Kopf     | Mark Forster        | Grünes Häkchensymbol für ja | Grünes Häkchensymbol für ja |
| 2014 | Bei dir            | Mark Forster        |                             | Grünes Häkchensymbol für ja |
| 2009 | Bikini im Dezember | Rosanna Rocci       |                             | Grünes Häkchensymbol für ja |
| 2020 | Bist du okay       | Mark Forster × VIZE | Grünes Häkchensymbol für ja |                             |

## C
| Jahr | Titel              | Interpret    | Autor                       | Produzent                   |
| ---- | ------------------ | ------------ | --------------------------- | --------------------------- |
| 2013 | Castles            | Daniel Nitt  | Grünes Häkchensymbol für ja |                             |
| 2009 | Child Without Name | jamXmusic    | Grünes Häkchensymbol für ja |                             |
| 2016 | Chöre              | Mark Forster | Grünes Häkchensymbol für ja | Grünes Häkchensymbol für ja |

## D
| Jahr | Titel             | Interpret          | Autor                       | Produzent                   |
| ---- | ----------------- | ------------------ | --------------------------- | --------------------------- |
| 2016 | Da fährt ein Bus  | Mark Forster       | Grünes Häkchensymbol für ja | Grünes Häkchensymbol für ja |
| 2009 | Deeper And Deeper | Cinema Bizarre     | Grünes Häkchensymbol für ja |                             |
| 2016 | Die beste Nacht   | Mark Forster       | Grünes Häkchensymbol für ja | Grünes Häkchensymbol für ja |
| 2021 | Drei Uhr nachts   | Mark Forster x Lea | Grünes Häkchensymbol für ja | Grünes Häkchensymbol für ja |

## E
| Jahr | Titel    | Interpret    | Autor                       | Produzent                   |
| ---- | -------- | ------------ | --------------------------- | --------------------------- |
| 2018 | Einmal   | Mark Forster | Grünes Häkchensymbol für ja | Grünes Häkchensymbol für ja |
| 2014 | Ey Liebe | Mark Forster | Grünes Häkchensymbol für ja | Grünes Häkchensymbol für ja |

## F
| Jahr | Titel             | Interpret                                 | Autor                       | Produzent                   |
| ---- | ----------------- | ----------------------------------------- | --------------------------- | --------------------------- |
| 2014 | Flash mich        | Mark Forster                              | Grünes Häkchensymbol für ja | Grünes Häkchensymbol für ja |
| 2015 | Flash mich        | Simon Stabauer (Liedtitel: Märchenhelden) | Grünes Häkchensymbol für ja |                             |
| 2016 | Flash mich        | Arktis                                    | Grünes Häkchensymbol für ja |                             |
| 2017 | Flash mich        | The BossHoss                              | Grünes Häkchensymbol für ja |                             |
| 2016 | Flüsterton        | Mark Forster                              | Grünes Häkchensymbol für ja | Grünes Häkchensymbol für ja |
| 2017 | Flüsterton        | Michael Patrick Kelly                     | Grünes Häkchensymbol für ja |                             |
| 2016 | Für immer Forever | Mark Forster                              | Grünes Häkchensymbol für ja | Grünes Häkchensymbol für ja |

## G
| Jahr | Titel        | Interpret                 | Autor                       | Produzent                   |
| ---- | ------------ | ------------------------- | --------------------------- | --------------------------- |
| 2014 | Gedicht      | Nico Suave feat. Flo Mega | Grünes Häkchensymbol für ja |                             |
| 2014 | Geisterjäger | Mark Forster              | Grünes Häkchensymbol für ja | Grünes Häkchensymbol für ja |
| 2009 | Golden Rider | Michelle Leonard          |                             | Grünes Häkchensymbol für ja |

## H
| Jahr | Titel                              | Interpret                          | Autor                       | Produzent                   |
| ---- | ---------------------------------- | ---------------------------------- | --------------------------- | --------------------------- |
| 2014 | Hab ich hätt’ ich                  | Mark Forster                       | Grünes Häkchensymbol für ja | Grünes Häkchensymbol für ja |
| 2014 | Hallo                              | Mark Forster                       | Grünes Häkchensymbol für ja | Grünes Häkchensymbol für ja |
| 2015 | Halt mich fest                     | Mark Forster                       |                             | Grünes Häkchensymbol für ja |
| 2015 | Happiness                          | Michael Patrick Kelly              | Grünes Häkchensymbol für ja | Grünes Häkchensymbol für ja |
| 2009 | Heut’ Nacht läuft nichts mit amore | Rosanna Rocci                      |                             | Grünes Häkchensymbol für ja |
| 2015 | Hochhinaus                         | Nico Suave feat. Matteo Capreoli   | Grünes Häkchensymbol für ja |                             |
| 2014 | Hundert Stunden                    | Mark Forster feat. Glasperlenspiel | Grünes Häkchensymbol für ja | Grünes Häkchensymbol für ja |

## I
| Jahr | Titel              | Interpret                   | Autor                       | Produzent                   |
| ---- | ------------------ | --------------------------- | --------------------------- | --------------------------- |
| 2021 | Ich frag die Maus  | Mark Forster                | Grünes Häkchensymbol für ja | Grünes Häkchensymbol für ja |
| 2014 | Ich trink auf dich | Mark Forster feat. Flo Mega | Grünes Häkchensymbol für ja | Grünes Häkchensymbol für ja |
| 2017 | Ich trink auf dich | Gentleman                   | Grünes Häkchensymbol für ja |                             |
| 2014 | Immer immer gleich | Mark Forster                | Grünes Häkchensymbol für ja | Grünes Häkchensymbol für ja |

## J
| Jahr | Titel                                  | Interpret         | Autor                       | Produzent                   |
| ---- | -------------------------------------- | ----------------- | --------------------------- | --------------------------- |
| 2009 | Jeden Sommer denk’ ich dran            | Rosanna Rocci     |                             | Grünes Häkchensymbol für ja |
| 2012 | Jeder Tag ist wie Musik                | Big Soul          | Grünes Häkchensymbol für ja |                             |
| 2009 | Jetzt und hier                         | Rosanna Rocci     | Grünes Häkchensymbol für ja | Grünes Häkchensymbol für ja |
| 2015 | Jingle Bells, Schlittenfahrt im Schnee | Mark Forster      |                             | Grünes Häkchensymbol für ja |
| 2010 | Juniherz                               | Christina Stürmer | Grünes Häkchensymbol für ja |                             |

## K
| Jahr | Titel                    | Interpret    | Autor                       | Produzent                   |
| ---- | ------------------------ | ------------ | --------------------------- | --------------------------- |
| 2015 | Kaos                     | Nico Suave   | Grünes Häkchensymbol für ja | Grünes Häkchensymbol für ja |
| 2014 | Königin Schwermut        | Mark Forster | Grünes Häkchensymbol für ja | Grünes Häkchensymbol für ja |
| 2017 | Kogong                   | Mark Forster | Grünes Häkchensymbol für ja | Grünes Häkchensymbol für ja |
| 2014 | Kommt ein Vogel geflogen | Mark Forster |                             | Grünes Häkchensymbol für ja |

## L
| Jahr | Titel          | Interpret                    | Autor                       | Produzent                   |
| ---- | -------------- | ---------------------------- | --------------------------- | --------------------------- |
| 2018 | Like a Lion    | Mark Forster feat. Gentleman | Grünes Häkchensymbol für ja | Grünes Häkchensymbol für ja |
| 2015 | Lovers Friends | MÖWE & Daniel Nitt           | Grünes Häkchensymbol für ja |                             |
| 2014 | Lucky in Love  | Paolo Onesa                  | Grünes Häkchensymbol für ja |                             |

## M
| Jahr | Titel                          | Interpret     | Autor                       | Produzent                   |
| ---- | ------------------------------ | ------------- | --------------------------- | --------------------------- |
| 2009 | Manchmal hält Liebe nicht ewig | Rosanna Rocci |                             | Grünes Häkchensymbol für ja |
| 2009 | Memoria                        | Rosanna Rocci |                             | Grünes Häkchensymbol für ja |
| 2022 | Memories & Stories             | Mark Forster  | Grünes Häkchensymbol für ja |                             |

## N
| Jahr | Titel   | Interpret          | Autor                       | Produzent                   |
| ---- | ------- | ------------------ | --------------------------- | --------------------------- |
| 2016 | Natalie | Mark Forster       | Grünes Häkchensymbol für ja | Grünes Häkchensymbol für ja |
| 2017 | Natalie | Lena Meyer-Landrut | Grünes Häkchensymbol für ja |                             |
| 2009 | Not Now | jamXmusic          | Grünes Häkchensymbol für ja |                             |
| 2009 | Now     | jamXmusic          | Grünes Häkchensymbol für ja |                             |

## O
| Jahr | Titel   | Interpret    | Autor                       | Produzent                   |
| ---- | ------- | ------------ | --------------------------- | --------------------------- |
| 2014 | Oh Love | Mark Forster | Grünes Häkchensymbol für ja | Grünes Häkchensymbol für ja |

## P
| Jahr | Titel       | Interpret   | Autor | Produzent                   |
| ---- | ----------- | ----------- | ----- | --------------------------- |
| 2008 | Perfect Day | King Family |       | Grünes Häkchensymbol für ja |

## R
| Jahr | Titel            | Interpret     | Autor                       | Produzent |
| ---- | ---------------- | ------------- | --------------------------- | --------- |
| 2011 | Riot in My Veins | David Pfeffer | Grünes Häkchensymbol für ja |           |

## S
| Jahr | Titel                  | Interpret                  | Autor                       | Produzent                   |
| ---- | ---------------------- | -------------------------- | --------------------------- | --------------------------- |
| 2009 | Schön …                | Rosanna Rocci              |                             | Grünes Häkchensymbol für ja |
| 2016 | Schöner Scherbenhaufen | Mark Forster               | Grünes Häkchensymbol für ja | Grünes Häkchensymbol für ja |
| 2005 | Seitenhieb             | Soweitsogut                | Grünes Häkchensymbol für ja |                             |
| 2016 | Selfie                 | Mark Forster               | Grünes Häkchensymbol für ja | Grünes Häkchensymbol für ja |
| 2009 | Shift It               | jamXmusic                  | Grünes Häkchensymbol für ja |                             |
| 2009 | Silence                | jamXmusic                  | Grünes Häkchensymbol für ja |                             |
| 2009 | Sleepliess             | Vandertone vs. Daniel Nitt | Grünes Häkchensymbol für ja |                             |
| 2009 | So wie du              | Rosanna Rocci              |                             | Grünes Häkchensymbol für ja |
| 2016 | Sowieso                | Mark Forster               | Grünes Häkchensymbol für ja | Grünes Häkchensymbol für ja |
| 2009 | Solo con te            | Rosanna Rocci              | Grünes Häkchensymbol für ja | Grünes Häkchensymbol für ja |
| 2016 | Spul zurück            | Mark Forster               | Grünes Häkchensymbol für ja | Grünes Häkchensymbol für ja |
| 2006 | Succeed                | Tobias Regner              | Grünes Häkchensymbol für ja |                             |

## T
| Jahr | Titel       | Interpret   | Autor                       | Produzent                   |
| ---- | ----------- | ----------- | --------------------------- | --------------------------- |
| 2011 | The Falling | Daniel Nitt | Grünes Häkchensymbol für ja | Grünes Häkchensymbol für ja |

## U
| Jahr | Titel        | Interpret     | Autor                       | Produzent                   |
| ---- | ------------ | ------------- | --------------------------- | --------------------------- |
| 2020 | Übermorgen   | Mark Forster  | Grünes Häkchensymbol für ja | Grünes Häkchensymbol für ja |
| 2011 | Use Somebody | David Pfeffer |                             | Grünes Häkchensymbol für ja |

## V
| Jahr | Titel  | Interpret     | Autor | Produzent                   |
| ---- | ------ | ------------- | ----- | --------------------------- |
| 2009 | Volare | Rosanna Rocci |       | Grünes Häkchensymbol für ja |

## W
| Jahr | Titel                 | Interpret                                       | Autor                       | Produzent                   |
| ---- | --------------------- | ----------------------------------------------- | --------------------------- | --------------------------- |
| 2015 | Walking               | Nico Suave feat. Samy Deluxe & Daniel Nitt      | Grünes Häkchensymbol für ja |                             |
| 2019 | Warte mal             | Fidi Steinbeck feat. Mark Forster               | Grünes Häkchensymbol für ja | Grünes Häkchensymbol für ja |
| 2016 | Was Ernstes           | Mark Forster                                    | Grünes Häkchensymbol für ja | Grünes Häkchensymbol für ja |
| 2016 | Weiter (Right Now)    | Mark Forster                                    | Grünes Häkchensymbol für ja | Grünes Häkchensymbol für ja |
| 2023 | Wenn du mich vergisst | Mark Forster feat. Kontra K                     | Grünes Häkchensymbol für ja | Grünes Häkchensymbol für ja |
| 2014 | Wer du bist           | Mark Forster                                    | Grünes Häkchensymbol für ja | Grünes Häkchensymbol für ja |
| 2009 | What Goes Up …        | jamXmusic                                       | Grünes Häkchensymbol für ja |                             |
| 2016 | Willkommen zurück     | Mark Forster                                    | Grünes Häkchensymbol für ja | Grünes Häkchensymbol für ja |
| 2016 | Wir sind groß         | Mark Forster                                    | Grünes Häkchensymbol für ja | Grünes Häkchensymbol für ja |
| 2016 | Wir sind groß         | Die Schlümpfe (Liedtitel: Zum Mond)             | Grünes Häkchensymbol für ja |                             |
| 2017 | Wir sind groß         | SpongeBob Schwammkopf (Liedtitel: Ich bin groß) | Grünes Häkchensymbol für ja |                             |
| 2005 | Wird schon …          | Soweitsogut feat. Daniel Nitt                   | Grünes Häkchensymbol für ja |                             |
| 2016 | Workaholic            | Elaiza                                          | Grünes Häkchensymbol für ja |                             |

## Y
| Jahr | Titel | Interpret   | Autor                       | Produzent                   |
| ---- | ----- | ----------- | --------------------------- | --------------------------- |
| 2013 | You   | Daniel Nitt | Grünes Häkchensymbol für ja | Grünes Häkchensymbol für ja |

## Z
| Jahr | Titel  | Interpret    | Autor                       | Produzent                   |
| ---- | ------ | ------------ | --------------------------- | --------------------------- |
| 2014 | Zu oft | Mark Forster | Grünes Häkchensymbol für ja | Grünes Häkchensymbol für ja |